# Karl Adam Heinrich Kellner
Karl Adam Heinrich Kellner (* 26. August 1837 in Heiligenstadt; † 6. Februar 1915 in Bonn) war ein deutscher römisch-katholischer Priester, Theologe und Professor für Kirchengeschichte und Pastoraltheologie.
Heinrich Kellner wurde als einziges Kind von Lorenz Kellner und dessen erster Ehefrau Amalia, geb. Geyer, in Heiligenstadt geboren. Er entstammte einer Lehrerfamilie: Sein Vater war Leiter des katholischen Königlichen Schul-Lehrerseminars in Heiligenstadt (heute Lorenz-Kellner-Grundschule) und zuletzt Schulrat in Trier. Sein Großvater Heinrich Kellner war Lehrer in Kalteneber und seinerzeit ein Schüler Pestalozzis. Am 2. September 1837 wurde er in der Pfarrkirche St. Marien in Heiligenstadt getauft; seine Taufpaten waren die beiden Großväter Heinrich Kellner und Adam Geyer. Seine Mutter starb schon ein Jahr nach seiner Geburt im Dezember 1838.
Seine schulische Ausbildung erhielt er – dem Lebensweg seines Vaters folgend – in Heiligenstadt sowie an Gymnasien in Marienwerder, Erfurt und Trier. 1856 legte er die Hochschulreife ab. Kellner studierte Philosophie, Theologie und Philologie in Münster und Tübingen, anschließend im Priesterseminar Trier, wo er im April 1861 zum Priester geweiht wurde. 1862 promovierte er in München. Danach war er Kaplan in Trier, später Pfarrer in Bitburg. 1867 wurde er Professor am Priesterseminar Hildesheim für Kirchenrecht, Patrologie und Homiletik. Nachdem die Lehranstalt im Zuge des Kulturkampfes Anfang 1874 geschlossen worden war, begab sich Kellner zunächst auf mehrere ausgedehnte Reisen. Ab 1879 zog er sich nach Hildesheim zurück. Mit dem allmählichen Ende des Kulturkampfes wurde ab 1882 die katholische Ausrichtung der Theologischen Fakultät in Bonn staatlicherseits wiederhergestellt. In diesem Zusammenhang erhielt Kellner am 19. März 1882 einen Ruf auf den seit 1874 unbesetzten Lehrstuhl für Historische Theologie.
Ein früherer Versuch, ihn in Ende der 1870er-Jahre nach Bonn zu berufen, war am Widerstand der dort dominierenden altkatholischen Kräfte gescheitert. Nach dem Tod von Heinrich Joseph Floß 1881, der sowohl Moraltheologie als auch Kirchengeschichte unterrichtet hatte, war die Fakultät nicht in der Lage gewesen, einen Nachfolgekandidaten vorzuschlagen. Daraufhin griff das Kultusministerium selbst ein und teilte Kellner mit Schreiben vom 14. März 1882 mit, dass ihm die Professur bereits am 25. Februar durch den „Kaiser und König“ übertragen worden sei. Die dazu notwendige kirchliche Lehrbefugnis war zuvor durch ein Reskript des Apostolischen Stuhls vom 10. Februar über die Nuntiatur in München erteilt worden – ein Ausnahmefall, da der zuständige Kölner Erzbischof Melchers im Exil weilte und staatlicherseits auch als abgesetzt galt. Minister von Goßler erließ Kellner zudem die Pflicht, das katholische Glaubensbekenntnis vor dem altkatholischen Dekan abzulegen.
Ausschlaggebend für seine Berufung dürfte insbesondere die in Hildesheim 1873 entstandene Abhandlung Verfassung, Lehramt und Unfehlbarkeit der Kirche nach den Anschauungen der wirklichen Altkatholiken gewesen sein. Darin hatte Kellner den Traditionsbezug des neudefinierten Unfehlbarkeitsdogmas auf überzeugende Weise dargelegt. Diese Schrift wurde als direkte Antwort auf Joseph Langens Werk Das Vatikanische Dogma von dem Universalepiskopat und der Unfehlbarkeit des Papstes von 1871 gelesen. Bereits zuvor hatte Kellner einschlägige Vorstudien veröffentlicht. Langen wiederum hatte Kellners Position in seiner theologischen Fachpresse deutlich kritisiert.
1886 wurde schließlich der ausgewiesene Kirchenhistoriker Heinrich Schrörs auf den kirchengeschichtlichen Lehrstuhl berufen. In der Folge übernahm Kellner die neu eingerichtete Professur für Pastoraltheologie und besetzte diesen Lehrstuhl damit erstmals regulär. Er las zu liturgischen, katechetischen und homiletischen Themen sowie zur christlichen Archäologie und Patrologie. Zusätzlich führte er praktische Übungen durch. Er war mehrfach Dekan der Fakultät (1886/87, 1889/90, 1893/94, 1897/98). 1902 wurde er emeritiert.
Im selben Jahr wurde er mit dem Roten Adlerorden 3. Klasse mit Schleife ausgezeichnet. 1911 ernannte ihn die Kirche zum Päpstlichen Hausprälaten. Er starb 1915 in Bonn und wurde auf dem Poppelsdorfer Friedhof beigesetzt.

## Schriften in Auswahl
Heinrich Kellner hat im Laufe seiner akademischen Laufbahn eine große Zahl an Aufsätzen und Monographien publiziert. Es folgt eine Auswahl einiger wichtiger Arbeiten.
Monographien und selbstständige Werke
- Das Buß- und Strafverfahren gegen Kleriker in den sechs ersten christlichen Jahrhunderten, Dissertation, Trier 1863.
- Hellenismus und Christentum oder die geistige Reaktion des antiken Heidenthums gegen das Christenthum. Mit besonderer Rücksicht auf die christenfeindliche Literatur des Klassischen Altertums so wie auch der Gegenwart, Köln 1866 (Digitalisat).
- Tertullians ausgewählte Schriften, 2 Bde (= Bibliothek der Kirchenväter (BKV) 5/8, bzw. BKV II. Reihe Bde 7/24, Neuausgabe Kempten/München 1912/1915), Kempten 1871/72.
- Tertullians sämtliche Schriften, 2 Bde., Köln 1882.
- Zur Geschichte der deutschen Volksschule insbesondere im Kurfürstentum Mainz. Gewidmet den Veranstaltern der Feier bei Gelegenheit der Enthüllung des [Lorenz-]Kellner-Denkmals in Heiligenstadt, Freiburg im Breisgau 1897 (Digitalisat).
- Heortologie, oder das Kirchenjahr und die Heiligenfeste in ihrer geschichtlichen Entwicklung, Freiburg im Breisgau 1901, zahlreiche Nachdrucke unter anderen Titeln sowie Übersetzungen.
- Tradition, geschichtliche Bearbeitung und Legende in der Behandlung der Chronologie des apostolischen Zeitalters, Bonn 1909, Nachdruck 1912.
- Jesus von Nazareth und seine Apostel im Rahmen der Zeitgeschichte, Regensburg 1908, mehrere Auflagen.

Aufsätze
- Über die sprachlichen Eigenthümlichkeiten Tertullians. In: Theologische Quartalschrift 58 (1876), S. 229–51.
- Die römischen Statthalter von Syrien und Judäa zur Zeit Christi und der Apostel. In: Zeitschrift für katholische Theologie 12 (1888) 460–86 u. 630–55.
- Die Feste Cathedra Petri und der antiochenische Episkopat dieses Apostels. In: Zeitschrift für katholische Theologie 13 (1889), S. 566–76.
- Die patristische Tradition in betreff des Geburtsjahres Christi. In: Zeitschrift für katholische Theologie 15 (1891), S. 518–33.
- Wo und seit wann wurde Missa stehende Bezeichnung für das Meßopfer? In: Theologische Quartalschrift 83 (1901), S. 427–43.
- Das wahre Zeitalter der hl. Cäcilia. In: Theologische Quartalschrift 84 (1902), S. 237–58.
- Sterbeort und Translation des Evangelisten Lukas und des Apostels Bartholomäus. In: Theologische Quartalschrift 87 (1905), S. 596–608.
- Entstehung und Verbreitung des Festes der unbefleckten Empfängnis Mariens. In: Kölner Pastoralblatt 38 (1904), S. 33–38, 65–71 u. 97–105.
- Ursprung von Missa als Name für das Meßopfer. In: Kölner Pastoralblatt 38 (1904), S. 161–69.
- Wer war Klemens von Rom? – oder Klemens von Rom und die sog. Klemensromane. In: Der Katholik (4. Folge) 8,2 (1911), S. 161–73.
- Die Erlebnisse Klemens des I. von Rom und seiner Familie nach den Pseudoklementinen. In: Der Katholik 11,1 (1913), S. 268–76.
- Die Entstehung der ersten Christengemeinde in Rom. In: Pastor Bonus 23 (1910/11), S. 529–35 u. 577–84.

| Personendaten    | Personendaten                                        |
| ---------------- | ---------------------------------------------------- |
| NAME             | Kellner, Karl Adam Heinrich                          |
| ALTERNATIVNAMEN  | Kellner, Heinrich                                    |
| KURZBESCHREIBUNG | deutscher Theologe und römisch-katholischer Priester |
| GEBURTSDATUM     | 26. August 1837                                      |
| GEBURTSORT       | Heiligenstadt                                        |
| STERBEDATUM      | 6. Februar 1915                                      |
| STERBEORT        | Bonn                                                 |